# Álvaro Pires de Évora

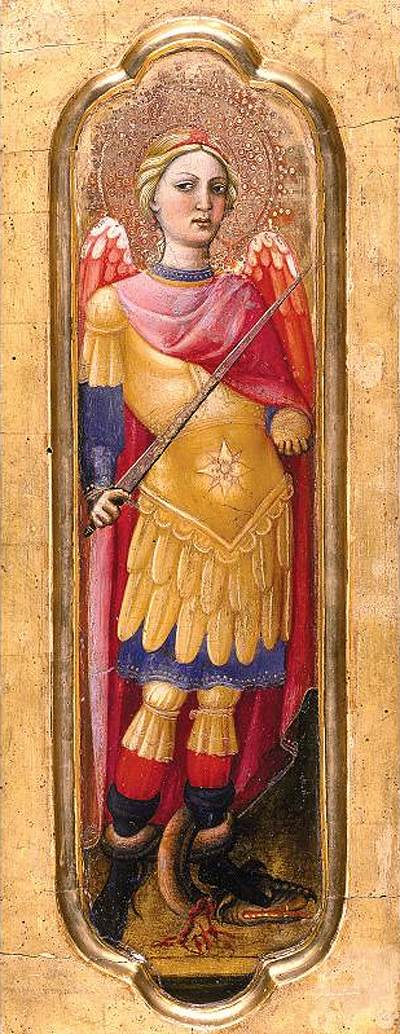
Arcanjo Miguel

Alvaro Pires d'Évora, (fl. 1411-1434), foi um pintor português do começo do século XV.
Pouco se sabe sobre a vida do pintor Álvaro Pires de Évora, sendo desconhecidas tanto a sua data de nascimento, como a da morte. Conhecido por Álvaro Pietro di Portugallo, tem duas assinaturas conhecidas: Alvarvs Petri de Portogallo, em italiano, e Álvaro Pirez Devora, em português (pelo menos num quadro); de onde se pode deduzir que foi para Itália em adulto uma vez que sabia escrever em português. Apresenta como estilo dominante a chamada Pintura Florentina do Primo Quatrocento.

## Biografia
Não se conhece documentação acerca de Álvaro Pires antes de 4 de novembro de 1410, quando juntamente com Niccolò di Pietro Gerini, Lippo d'Andrea, Ambrogio di Baldese e Scolaio di Giovanni realizou pinturas murais (afrescos), actualmente perdidas, na fachada do Palazzo del Ceppo, em Prato, obra desenvolvida até 16 de junho do ano seguinte, quando a equipa de pintores recebeu o último pagamento.
O percurso cultural do pintor moveu-se entre Florença e Siena, de 1411 a 1434, sendo Pisa e Volterra as cidades onde residiu após um período inicial em que teve residência na região de Florença. Os clientes da pintura de Álvaro Pires dividem-se entre as ordens religiosas e a rica burguesia mercantil italiana.
Klara Steinweg situa Álvaro Pires no ambiente artístico florentino, confirmando como as primeiras obras que lhe estão associadas evidenciam que na década de 1420 a presumível formação em Pisa com Turino Vanni já havia sido enriquecida com o conhecimento das obras de Lorenzo Ghiberti, Gherardo Starnina e Lorenzo Monaco. O resultado dessas várias influências bem assimiladas e reelaboradas em virtude de uma personalidade certamente forte, constitui uma síntese original e inconfundível que, como refere Andrea De Marchi, "oferece uma execução meticulosa em pinceladas cuidadosamente entrelaçadas, com gosto pela finura e evidência gráfica".
A partir de 1420 já há obras claramente reconhecíveis pelo estilo de Álvaro Pires: o Tríptico que incluía a Virgem e o Menino e que está actualmente no Museu Giovanni Fattori, em Livorno, e o painel com Santa Catarina de Alexandria e S. Tiago, que está em coleção privada, e a pala de retábulo proveniente da igreja de Santo Agostinho, em Nicósia, e conservada no Museu Nacional de São Mateus, de Pisa. Klara Steinweg aproximou o Díptico da Anunciação em especial precisamente à Virgem e o Menino de Nicósia, embora a criação deste Díptico actualmente seja antecipada em cinco anos face à hipótese da erudita alemã. A datação em torno de 1415, avançado por Federico Zeri por motivos estilísticos, foi recentemente reafirmada por Linda Pisani, também com base em provas documentais. Actualmente considera-se a criação do Díptico da Anunciação numa data posterior, tal como o Tríptico de Volterra, sendo este um dos trabalhos cruciais no percurso de Álvaro Pires, no qual o uso de elementos colhidos de Starnina e de Lorenzo Monaco levaram Álvaro Pires a um novo patamar de maturidade. 
No que respeita às primeiras referências historiográficas a Álvaro Pires, são as seguintes: uma de Giorgio Vasari na obra Le Vite de' più Eccellenti Pittori, Scultori e Architettori, publicada em 1808, em Itália, e a segunda de José da Cunha Taborda, na obra Regras  da arte da pintura datada de 1815, em Portugal.

## Cronologia da sua obra
A cronologia conhecida do “corpus” da obra de Álvaro Pires é a seguinte:
- Participação nos frescos do Palazzo del Cepo em Prato, realizado em 1411;
- Nossa Senhora com o Menino e Anjos músicos de Santa Croce em Fossabanda, Pisa, de 1415;
- Nossa Senhora com o Menino e dois anjos, Igreja de Santo Agostinho de Nicósia, feita provavelmente em 1417;
- Anunciação do Anjo a Nossa Senhora, do Colégio de São Michele dei Padri delle Scuole de Volterrra, datada de 1417/18;
- Díptico da Anunciação (c. 1420,s), tendo feito parte presumivelmente de um retábulo.
- Nossa Senhora com o menino de Livorno, de proveniência desconhecida, de 1423;
- Tríptico de Volterra, que inclui como elementos Nossa Senhora com o menino, ladeada por São Miguel, Arcanjo e São Cristóvão, à direita, e por São Nicolau e São João Baptista, à esquerda, e ainda as cabeças dos Santos Cosme e Damião, datado de 1423;
- Nossa Senhora com o menino, do Convento de São Domingos em Cagliari, de 1424;
- Santa Catarina e um apóstolo, de Turim, de proveniência desconhecida, feito em 1425;
- Tábuas de Bolonha: Santo Estêvão e São Vicente, o  Mártir, com data de 1427/30; São Jorge, com data de 1427/30;
- Apresentação no Templo, cerca de 1430, painel de predela, no Metropolitan Museum of Art.
- Cristo Ressuscitado, de Szépmuverzeti Museum, Budapeste, de proveniência desconhecida, datado de 1430;
- A Anunciação, c. 1430-34, no Museu Nacional de Arte Antiga;
- Tríptico de Braunschweig, composto de uma Nossa senhora com o menino, ladeada  por Cristo Crucificado, à esquerda e Cristo Ressuscitado, à direita, com data de 1434.
- São João Evangelista e São Agostinho, em data desconhecida ().

## Características
A sua pintura pode ser dividida em 3 períodos diferentes: 
- 1º período até 1417;
- 2º  período até cerca de 1425;
- 3º  período a partir de 1427.

Sofre influências da Pintura Ibérica e da Pintura Toscana, sendo a composição dos quadros de tradição trecentesca, ou seja, as figuras são pesadas e com pouca mobilidade, mas com uma agitação na expressão dos rostos das figuras e nos panejamentos; há um sabor exótico e uma escala cromática pouco destoante, que evocam  um gosto muito próprio da pintura da Península Ibérica, tais como as de  Pedro Serra ou Jaime Ferrer.
Há também uma grande influência de pintores figurativos florentinos  como Bartolo di Fredi, Nicolo Pietro Gerini ou Lippo Memmo, entre muitos outros. O seu mundo pictural é rebuscado, feito de intensas vibrações expressivas que conferem ao esplendor do ouro, às cores vivas, ao desenho fluido e à matéria rica, a função de narrar animar e exaltar factos e sentimentos. O enquadramento da pintura é, quase sempre, de gosto tradicional; trata-se de una opção de segurança num período de crise económica e não tanto de uma opção puramente estética. 
As figuras representadas, Anjos, Santos e a Virgem com o Menino surgem  com uma postura igual aquela em que o pintor os imaginaria no Paraíso, sendo o seu conceito de Paraíso ainda de gosto medievo; contudo, o pintor pretende que a humanidade das figuras seja a protagonista de cada cena representada, o que significa que é o lado  humano das personagens que ressalta, e não o lado etéreo das mesmas; os panejamentos são magníficos e  a atenção a alguns pormenores mostram  um  mundo quase familiar.

### Técnica e motivos
1. Há uma utilização profusa do fundo em ouro: aplicação de uma folha de ouro, por vezes de prata, na totalidade da superfície da tábua. Para a preparação das tábuas, na colocação da referida folha de ouro, o pintor utiliza um bolo vermelho por cima da imprimitura inicial, de modo a acentuar o brilho das cores a aplicar.
2. A técnica de imprimitura usada por Álvaro Pires é diferente da tradicionalmente usada nesse período: em vez de duas camadas separadas de gesso e cola animal, uma para  tapar os poros da madeira, a outra  para servir de base ao pigmento, o pintor português usa apenas uma camada fina desta solução, o que lhe permite realizar um trabalho de suporte delicado, extremamente liso sobre o qual desenha com traço muito fino todos os contornos das suas figuras e outros elementos de cada quadro, revelando, assim, um carácter de miniaturista onde cada pormenor se apresenta minuciosamente delineado antes de ser pintado.
3. A distribuição das figuras, das formas abstractas e até das formas assimétricas pelo espaço total da composição de cada políptico obedece a regas geométricas rígidas ainda de grande influência medieval. Assim, por exemplo, o tríptico de Volterra denota uma grelha formada por estruturas triangulares com uma sucessão rítmica de duplo fôlego na delimitação das figuras da Virgem com o Menino, assim como para a composição que inclui os Santos que a ladeiam: São Miguel, Arcanjo e São Cristóvão, à direita, e, São Nicolau e São João Baptista, à esquerda.
4. Para evidenciar a harmonia interna da composição, Álvaro Pires usa uma técnica pouco comum no Primo Quatrocento, na qual o quadro é dividido de modo a que os seus elementos centrais, no caso, por exemplo, do tríptico de Volterra, a Virgem com o Menino Jesus, estejam sempre colocados nas secções áureas, ficando as figuras dos Santos ao mesmo nível da figura do Menino. Essas secções áureas correspondem às partes superior e central da composição, surgindo a primeira da  divisão ao meio da altura total da pintura, e a segunda, da divisão da parte superior da mesma. Com o passar do tempo esta forma de construção da composição de cada pintura vai-se tornando mais complexa, ainda que o esquema base  seja sempre mantido em todas as obras.
5. O desenho volumétrico e geométrico dos elementos arquitecturais, que quase se tornam invisíveis para salientar o espaço interior da pintura, conferem à composição das mesmas uma tridimensionalidade ilusória muito própria do gótico final. Um excelente exemplo desta técnica é a tábua da Virgem  com  o Menino e anjos músicos de Santa Croce in Fossabanda, na qual o trono possui uma imponente estrutura, visível apenas em ambos os lados e na parte inferior do mesmo, mas que permite ao espectador ter a ilusão de uma profundidade realmente inexistente. Na primeira fase da pintura de Álvaro  Pires, mais do que a cor, o elemento que dá profundidade ao espaço, é o modo como o pintor trata os elementos arquitectónicos que compõem cada pintura. Em quadros posteriores à tábua de Fossabanda, correspondentes à segunda fase da pintura de Álvaro Pires, há uma tendência para inverter a posição dos elementos da composição, tendo em vista colocar as figuras humanas num plano mais próximo do espectador, mas anulando, em parte, a sensação visual de tridimensionalidade. Na terceira fase da pintura de Álvaro Pires, a tridimensionalidade é-nos apenas dada pelo contraste entre cores claras e escuras.
6. Os pigmentos usados são de grande qualidade, resistentes e muito facilmente visíveis  mesmo que por baixo de outra pintura a que tenham sido sujeitos, estando a maioria dos quadros em muito bom estado de conservação. A paleta utilizada é rica, luminosa, composta de cores variadas, entre as quais se contam: o rosa, o amarelo, o violeta e o vermelho, todas elas marcas distintivas de uma personalidade pictórica muito própria. A técnica de construção de cores utilizada por Álvaro Pires vai permitir-lhe criar cores mais económicas, vivas e duráveis. Para, por exemplo, criar a cor azul, parte da utilização de uma camada de lápis-lazúli por cima de uma primeira de azurite, processo que não só fica  mais económico, como confere ao resultado final maior durabilidade e brilho do que as duas camadas de lápis-lazúli, usadas como técnica corrente por outros pintores. A utilização do fundo em folha de prata permite ao pintor diversificar a intensidade cromática de muitas cores, como por exemplo dos vermelhos ou dos azuis.
7. A riqueza da ornamentação da pintura de Álvaro Pires denota muitas influências dos pintores italianos do seu tempo, nomeadamente no que concerne aos halos das virgens e dos santos da terceira e última fase da pintura do autor português, claramente similares às de outros autores italianos seus contemporâneos. Mas o grande elemento distintivo da pintura de Álvaro Pires é a sua técnica de punçoar, num  quase trabalho  de ourives, cheio de preciosos efeitos ornamentais, ao mesmo  tempo visuais e tácteis, de uma precisão quase cirúrgica usados não só para a ornamentação da pintura, como para dar aos panejamentos uma tridimensionalidade pictórica muito rica.
8. No que respeita à pintura dos panejamentos, o que ressalta logo à primeira vista, é a riqueza material e cromática dos tecidos representados: há uma utilização profusa, senão mesmo constante dos Damascos, facto que denota uma fortíssima influência Ibérica, sendo a técnica de construção dos mesmos sempre a mesma em todas as obras do pintor português: partindo e aproveitando os fundos em ouro, o contraste cromático de uma cor com outra, ou a variação da luz sobre o fundo de ouro, Álvaro Pires constrói nos seus tecidos uma carga expressiva sumptuosa e requintada que não aparece em mais nenhum  pintor italiano  do seu tempo.
9. Desde as obras iniciais, há em Álvaro Pires uma inclinação para os pormenores decorativos e símbolos caligráficos, pintados com um pincel muito fino, usado como se fosse uma caneta, e que introduzem nas obras verdadeiras notas de grafia pictórica de grande precisão, sendo uma das técnicas mais usadas a douradura, que consiste na  mistura de ouro finamente moído com um aglutinante.